# Марьинское (Полтавская область)
Марьинское (укр. Мар'їнське) — село,
Березоворудский сельский совет,
Пирятинский район,
Полтавская область,
Украина.
Код КОАТУУ — 5323880707. Население по переписи 2001 года составляло 96 человек.

## Географическое положение
Село Марьинское находится в 3,5 км от правого берега реки Перевод,
на расстоянии в 2,5 км от сёл Берёзовая Рудка и Крячковка.